# 岡山県道438号西山布寄線
岡山県道438号西山布寄線（おかやまけんどう438ごう にしやまふよりせん）は、岡山県高梁市を通る一般県道である。

## 概要
高梁市備中町西山と高梁市成羽町布寄を結ぶ。

### 路線データ
- 起点：高梁市備中町西山（岡山県道313号大野部備中線交点）
- 終点：高梁市成羽町布寄（岡山県道33号新見川上線交点）
- 総延長：19.0 km

## 歴史
- 1973年（昭和48年）1月30日 - 岡山県告示第86号により認定される。
- 2004年（平成16年）10月1日 - 高梁市と川上郡の全3町（川上町・成羽町・備中町）、上房郡有漢町が対等合併して改めて高梁市が発足したことに伴い全線が高梁市域のみを通る路線になり、併せて起終点の地名表記が変更される。

## 路線状況
西山地内（起点）より西油野地内までの前半部は、ほとんどが1車線で離合困難な道幅が続く。その一方で、西油野地内より布寄地内（終点）までの後半部は、1.5 - 2車線に整備されている。ただし、後半部は西油野地内と布寄地内との高低差により急勾配となっている。

### バイパス
- ふるさと農道

西山地内（起点） - 西湯野地内の未改良区間のバイパス道路。本県道の実質的なバイパス路線。

## 地理

### 通過する自治体
- 高梁市

### 交差する道路
| 交差する道路              | 交差する場所 | 交差する場所 |
| ------------------------- | ------------ | ------------ |
| 岡山県道313号大野部備中線 | 備中町西山   | 起点         |
| 岡山県道33号新見川上線    | 成羽町布寄   | 終点         |

### 沿線
- 坂本川